# أثبيتيا
أثبيتيا (بالإسبانية: Azpeitia) هي مدينة تقع في مقاطعة غيبوثكوا التابعة لمنطقة إقليم الباسك شمال إسبانيا.

## الديموغرافيا
يبلغ عدد سكان مدينة أثبيتيا 14.351 نسمة عام 2011 (وفقاً للمعهد الوطني للإحصاء الإسباني).
| 13.536 | 13.560 | 13.740 | 13.884 | 14.054 | 14.375 | 14.351 |

## أعلام
- ميكيل أرامبورو
- جاكوبا بيوبلدي
- ميكل لاباكا
- خافيير أزكارجورتا
- دييغو غارسيا